# Фудзи Спидвей
Фудзи Спидвей — трасса Формулы-1, находится у подножья горы Фудзияма, префектура Сидзуока, Япония. Место проведения входящих в чемпионат Формулы-1 Гран-при Японии в 1976—1977 и 2007—2008 годах. Автодром принадлежит компании Toyota.

## История
В начале 1960-х годов Япония начала стремиться к интеграции в мировое сообщество. Тогда в компании Mitsubishi родилась идея возведения автодрома для проведения этапов NASCAR.
Строительство трассы началось в 1963 году частной компанией. Сначала возвели одну из прямых протяжённостью 1,5 км. Затем построили первую профилированную 180-градусную дугу с углом наклона полотна в 33 % и почти завершили предварительные работы для создания второй.
Но к 1965 году закончились выделенные на строительство деньги, а интерес к «овальным» гонкам в Японии пропал, потому решено было не заканчивать строительство овала, а превратить уже имеющиеся участки в классический автодром европейского типа.
В итоге получилось уникальное в своём роде кольцо, которое можно сравнить разве что с той версией Индианаполиса, что использовалась «Формулой 1» в начале XXI века. Длинная и широкая стартовая прямая в самом конце резко ныряла вниз, уходя на бэнкинг, а оттуда пилоты попадали на узкую и довольно извилистую дорожку. На этой конфигурации трассы проводились этапы Гран-при Японии до 1977 года.
После Ф1 на «Мон Фудзи» проводились местные соревнования и этапы чемпионата мира спортпрототипов, заезды драг-рейсинга. В 1986 и 1993 годах были возведены шиканы для замедления скорости машин.
После приобретения трассы компанией «Toyota» в 2000-м как тестового трека трасса была модернизирована Германом Тильке. В частности, была полностью разрушена «визитная карточка» трассы — 230-градусная дуга, вместо неё была построена серия медленных поворотов. В такой конфигурации на ней прошли Гран-при Японии 2007 и 2008 годов.
Позже было принято решение чередовать Гран-при с другой трассой — Судзукой, но из-за финансового кризиса «Тойота» признала, что не желает нести расходы на проведение этапа 2010-го.
| Версия | Длина (м) | Гран-при        | Рекорд круга в квалификации     |
| Версия | Длина (м) | Гран-при        | Рекорд круга в гонке            |
| ------ | --------- | --------------- | ------------------------------- |
| 1976   | 4 359     | 2 (1976—1977)   | 1:12,23 (1977, Марио Андретти)  |
| 1976   | 4 359     | 2 (1976—1977)   | 1:14,30 (1977, Джоди Шектер)    |
| 2007   | 4 563     | 2 (2007)-(2008) | 1:17,287 (2008, Фелипе Масса)   |
| 2007   | 4 563     | 2 (2007)-(2008) | 1:28,193 (2007, Льюис Хэмилтон) |

### Повороты
Официальные названия 12 поворотов трассы Фудзи. В названия поворотов включены обозначения их радиусов в метрах.
1. First Corner 27R
2. 75R
3. Coca Cola Corner 80R
4. 100R
5. Hairpin Corner 30R
6. 120R
7. 300R
8. Dunlop Corner 15R
9. 300R
10. 45R
11. Netz Corner 25R
12. Panasonic Corner 12R

## Победители Гран-при Японии на трассе Фудзи
Розовым цветом помечены Гран-при, не входившие в чемпионат мира Формулы-1.
| Сезон       | Пилот             | Конструктор      | Отчёт          |
| ----------- | ----------------- | ---------------- | -------------- |
| 2008        | Фернандо Алонсо   | Renault          | Отчёт          |
| 2007        | Льюис Хэмилтон    | McLaren-Mercedes | Отчёт          |
| 1978 — 2006 | не проводилась    | не проводилась   | не проводилась |
| 1977        | Джеймс Хант       | McLaren-Ford     | Отчёт          |
| 1976        | Марио Андретти    | Lotus-Ford       | Отчёт          |
| 1976        | Жак Лаффит        | BMW              |                |
| 1975        | Масахиро Хасэми   | March            |                |
| 1974        | не проводилась    | не проводилась   | не проводилась |
| 1973        | Мотохару Куросава | March            |                |
| 1972        | Джон Сёртис       | Surtees          |                |
| 1971        | Куниоми Нагамацу  | Mitsubishi       |                |
| 1970        | не проводилась    | не проводилась   | не проводилась |
| 1969        | Мотохару Куросава | Nissan           |                |
| 1968        | Мото Китано       | Nissan           |                |
| 1967        | Тэцу Икудзава     | Porsche          |                |
| 1966        | Ёсикадзу Сунако   | Prince           |                |